# KISS or KISS
「KISS or KISS」（キス・オア・キス）は、2005年6月1日にSME recordsからリリースされた北出菜奈の5枚目のシングル。

## 解説
- 日本テレビ系水曜ドラマ『anego[アネゴ]』の主題歌に起用された。
- 『爆笑問題のススメ』2005年6月エンディングテーマ。
- 英語バージョンがシングル『SLAVE of KISS』およびアルバム『18 -eighteen-』のアメリカ版に収録されている。

## 収録曲
1. KISS or KISS
作詞：北出菜奈／作曲・編曲：本間昭光
日本テレビ系水曜ドラマ『anego[アネゴ]』主題歌。
『爆笑問題のススメ』2005年6月エンディングテーマ。
2. 挑発ガール
作詞：北出菜奈／作曲：町田昌弘、山口寛雄／編曲：山口寛雄
3. KISS or KISS (Instrumental)